# 霍里昆卡山
14°28′34″S 70°12′40″W / 14.47611°S 70.21111°W
霍里昆卡山（Quri Kunka），是秘魯的山峰，位於該國東南部普諾大區，由阿桑加羅省的聖安通區負責管轄，屬於安地斯山脈的一部分，海拔高度4,600米。